# 局子桥
局子桥是位于中国吉林省延边朝鲜族自治州延吉市内的跨越布尔哈通河的桥梁。局子桥于2013年4月开始建设，随后于同年11月竣工。该桥全长310米，宽27米，双向四车道。

## 建设历史
2013年4月26日，局子桥建设工程正式开工，由天津第四市政建筑工程有限公司负责承建，天津市城建设计院负责设计，吉林双利监理有限公司负责工程监理。根据建设计划，原计划于当年国庆节前完工。然而，2013年10月时，预计竣工日期被推迟至11月中旬。同年11月18日，局子桥竣工并正式开通，总投资约为1.3亿元人民币。2014年4月至6月，延吉市园林局进行了局子桥绿化美化改造工程。
为缓解长期存在的雨后积水问题，延吉市住房和城乡建设局于2017年7月在局子桥下方设置了2个抽水泵站。

## 影响
2013年11月17日，即局子桥建成通车前一天，为缓解延吉大桥的交通压力，并考虑到局子桥公交线路存在空缺，延吉公交集团决定将原先经延吉大桥的42路公交线路改走局子桥，同时取消该线路的白山大厦、河北国贸站点，并增加明豪当代城站点。